# Gilly-lès-Cîteaux
Gilly-lès-Cîteaux és un municipi francès, situat al departament de la Costa d'Or i a la regió de Borgonya - Franc Comtat. L'any 2007 tenia 599 habitants.

## Demografia

### Població
El 2007 la població de fet de Gilly-lès-Cîteaux era de 599 persones. Hi havia 216 famílies, de les quals 32 eren unipersonals (12 homes vivint sols i 20 dones vivint soles), 76 parelles sense fills, 92 parelles amb fills i 16 famílies monoparentals amb fills.
La població ha evolucionat segons el següent gràfic:
Habitants censats

### Habitatges
El 2007 hi havia 251 habitatges, 230 eren l'habitatge principal de la família, 10 eren segones residències i 11 estaven desocupats. 238 eren cases i 13 eren apartaments. Dels 230 habitatges principals, 202 estaven ocupats pels seus propietaris, 24 estaven llogats i ocupats pels llogaters i 4 estaven cedits a títol gratuït; 8 tenien dues cambres, 26 en tenien tres, 61 en tenien quatre i 135 en tenien cinc o més. 188 habitatges disposaven pel capbaix d'una plaça de pàrquing. A 81 habitatges hi havia un automòbil i a 137 n'hi havia dos o més.

### Piràmide de població
La piràmide de població per edats i sexe el 2009 era:
| Homes | Edats   | Dones |
| ----- | ------- | ----- |
| 0     | 95 o +  | 0     |
| 4     | 90 a 94 | 0     |
| 8     | 85 a 89 | 12    |
| 0     | 80 a 84 | 4     |
| 4     | 75 a 79 | 16    |
| 4     | 70 a 74 | 12    |
| 12    | 65 a 69 | 16    |
| 8     | 60 a 64 | 8     |
| 8     | 55 a 59 | 12    |
| 20    | 50 a 54 | 24    |
| 36    | 45 a 49 | 36    |
| 12    | 40 a 44 | 20    |
| 28    | 35 a 39 | 16    |
| 20    | 30 a 34 | 12    |
| 8     | 25 a 29 | 16    |
| 16    | 20 a 24 | 24    |
| 4     | 15 a 19 | 24    |
| 24    | 10 a 14 | 24    |
| 16    | 5 a 9   | 28    |
| 16    | 0 a 4   | 8     |

## Economia
El 2007 la població en edat de treballar era de 418 persones, 335 eren actives i 83 eren inactives. De les 335 persones actives 324 estaven ocupades (168 homes i 156 dones) i 11 estaven aturades (5 homes i 6 dones). De les 83 persones inactives 32 estaven jubilades, 34 estaven estudiant i 17 estaven classificades com a «altres inactius».

### Ingressos
El 2009 a Gilly-lès-Cîteaux hi havia 236 unitats fiscals que integraven 602,5 persones, la mediana anual d'ingressos fiscals per persona era de 26.019 €.

### Activitats econòmiques
Dels 29 establiments que hi havia el 2007, 1 era d'una empresa alimentària, 1 d'una empresa de fabricació d'altres productes industrials, 6 d'empreses de construcció, 6 d'empreses de comerç i reparació d'automòbils, 2 d'empreses de transport, 5 d'empreses d'hostatgeria i restauració, 1 d'una empresa financera, 4 d'empreses immobiliàries, 1 d'una empresa de serveis i 2 d'empreses classificades com a «altres activitats de serveis».
Dels 7 establiments de servei als particulars que hi havia el 2009, 4 eren lampisteries, 1 electricista, 1 perruqueria i 1 agència immobiliària.
Els 2 establiments comercials que hi havia el 2009 eren botigues de mobles.
L'any 2000 a Gilly-lès-Cîteaux hi havia 13 explotacions agrícoles que ocupaven un total de 657 hectàrees.

## Equipaments sanitaris i escolars
El 2009 hi havia 1 escola maternal integrada dins d'un grup escolar amb les comunes properes formant una escola dispersa i 1 escola elemental integrada dins d'un grup escolar amb les comunes properes formant una escola dispersa.

## Poblacions més properes
El següent diagrama mostra les poblacions més properes.